# Humbersidei repülőtér
A Humbersidei repülőtér (IATA: HUY, ICAO: EGNJ) Anglia egyik nemzetközi repülőtere, amely Kirmington közelében található. Éves utasforgalma 92 280 fő (2022).

## Futópályák
A repülőtér futópályái:
- 02/20 (2196 m, 45 m, aszfaltbeton)
- 08/26 (989 m, 18 m, aszfalt)

## Forgalom
Az utasforgalom az elmúlt években az alábbi módon változott:
| Utasok száma | 10 258 | 26 196 | 141 224 | 150 556 | 324 894 | 490 239 | 465 872 | 233 589 | 190 936 | 92 280 |
|              | 1977   | 1982   | 1987    | 1992    | 1997    | 2002    | 2007    | 2012    | 2017    | 2022   |